# П'єр Камбон

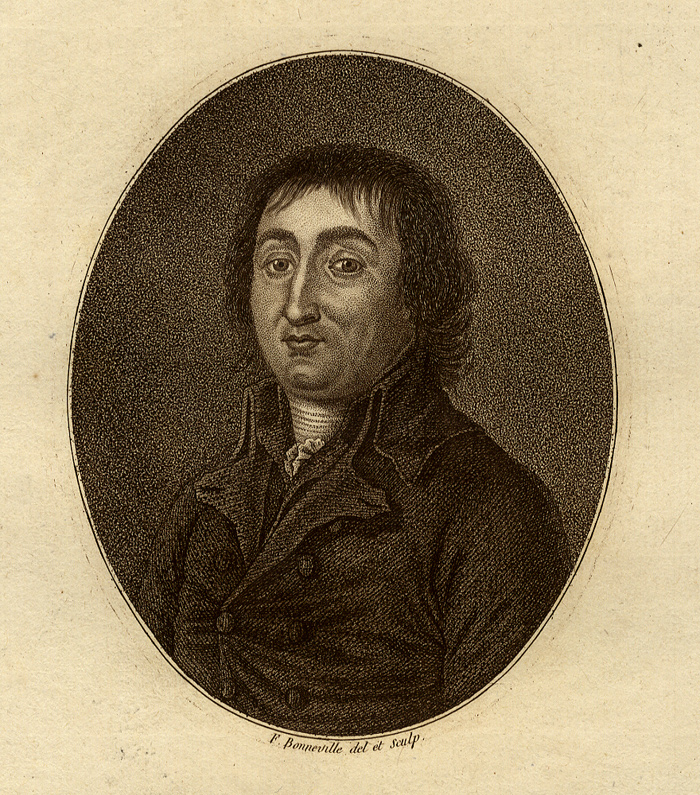
П'єр Камбон

П'єр Жозеф Камбон (фр. Pierre Joseph Cambon; 10 червня 1754, Монпельє — 15 лютого 1820, Брюссель) — французький політичний діяч.
На початку Великої французької революції Камбон завідував торговельною фірмою. Обраний до Законодавчих зборів, а потім і до Конвенту (де займав посаду головуючого в період з 19 вересня по 2 жовтня 1793 року), він швидко став відомим завдяки гарному знанню фінансів і здобув настільки велике визнання, що Конвент доручив йому управляти всіма фінансами. Він склав головну книгу державного боргу — справа величезної ваги, котра внесла порядок у французькі фінанси.
П'єр Камбон — людина працелюбна, самовіддана, чесна. Він скрізь переслідував зловживання, вимагаючи звітів від Дантона, звинувачуючи Дюмур'є і Фабр д'Еглантіна, марно намагаючись зменшити надлишок асигнацій. Як політичний діяч, він голосував за страту короля, однак підтримував жирондистів під час їхньої немилості; не схвалював терору та підтримував падіння Робесп'єра.
Він продовжував завідувати фінансами республіки до квітня 1795 р., хоча й не схвалював реакції проти республіканців. Після 1 преріалю (20 травня 1795) він був оголошеним поза законом, однак амністія 4 брюмеру (26 жовтня цього ж року) дозволила йому повернутися в рідне місто, у котрому його було вибрано членом муніципалітету. Незважаючи на наполегливі прохання своїх друзів, він вирішив залишитися незалежною людиною, і тільки 1815 р., в період Ста днів, погодився на обрання в палату депутатів. Вигнаний 1816 як царевбивця, Камбон помер в Брюсселі 1820 року